# Різдвяний календар шведського телебачення
«Різдвяний календар шведського телебачення» (швед. Julkalendern) — традиційний для шведського телебачення проект у форматі дитячого телесеріалу, який демонструється напередодні Різдва з 1960 року. Шведський телевізійний різдвяний календар веде відлік днів до Святвечора (швед. Julafton) і, як правило, складається з 24 епізодів, які транслюються кожного дня по одній серії в період з 1 по 24 грудня. Щороку SVT знімає новий серіал, призначений для сімейного перегляду, на різдвяну тематику. Зазвичай для цього спеціально створюється захоплююча історія, але в деякі роки основою для сценарію слугували твори класиків дитячої літератури. Адвент-календарі у радіомовленні та на телебаченні є досить поширеним явищем в нордичних країнах, в тому числі і у Швеції, та є невід’ємною частиною різдвяного святкування в регіоні.

## Список випусків
- 1960 – Тіттелітура[sv] (швед. Titteliture)
- 1961 – Різдвяний човен «Юліана»[sv] (швед. Julbåten Juliana)
- 1962 – Родина Діда Мороза у Великому Лісі[sv] (швед. Tomtefamiljen i Storskogen)
- 1963 –  Умілий листоноша[sv] (швед. Den tänkande brevbäraren)
- 1964 – Маленька Стіна робить репортаж про Великий ліс (швед. Stina på reportage i Storskogen)
- 1965 – Магазин дядечка Пекка[sv] (швед. Farbror Pekkas handelsbod)
- 1966 – Невелике містечко на початку століття[sv] (швед. En småstad vid seklets början)
- 1967 – Старенька, яка стала такою ж маленькою, як чайна ложка[sv] (швед. Gumman som blev liten som en tesked)
- 1968 – Усі рушаємо до Томтебуда[sv] (швед. Klart spår till Tomteboda)
- 1969 – Подвиги Геркулеса Юнссона[sv] (швед. Herkules Jonssons storverk)
- 1970 – Веселкова країна[sv] (швед. Regnbågslandet)
- 1971 – Брустер, Брустер[sv] (швед. Broster Broster)
- 1972 – Діти на висоті[sv] (швед. Barnen i Höjden)
- 1973 – Долина мумі-тролів[sv] (швед. Mumindalen)
- 1974 –  Рулле в Рулльсероді[sv] (швед. Rulle på Rullseröd)
- 1975 – Історії далекобійника[sv] (швед. Långtradarchaufförens berättelser)
- 1976 – Старенька, яка стала такою ж маленькою, як чайна ложка[sv] (швед. Gumman som blev liten som en tesked)
- 1977 – П’ять мурах більше, ніж чотири слона[sv] (швед. Fem myror är fler än fyra elefanter)
- 1978 – Юліус, хранитель Різдва[sv] (швед. Julius Julskötare)
- 1979 – Час тролів[sv] (швед. Trolltider)
- 1980 –  Різдво в маєтку Мелле [sv] (швед. Det blir jul på Möllegården)
- 1981 –  Зоряний дім [sv] (швед. Stjärnhuset)
- 1982 –  Різдвяний календар Альберта і Герберта [sv] (швед. Albert & Herberts julkalender)
- 1983 –  Маленький Луй та Ангельське Світло в панчішному домі [sv] (швед. Lille Luj och Änglaljus i strumpornas hus)
- 1984 – Різдвяні труднощі Стаффана і Бенгта[sv] (швед. Julstrul med Staffan & Bengt)
- 1985 – Час тролів за їх календарем [sv] (швед. Trolltider med trollkalender)
- 1986 –  Різдвяні поцілунки та зіркові спалахи [sv] (швед. Julpussar och stjärnsmällar)
- 1987 – Дитя Марії [sv] (швед. Marias barn)
- 1988 –  Життя у віконці з адвент-календарем[sv] (швед. Liv i luckan med julkalendern)
- 1989 – Туре Свентон, консультуючий приватний детектив [sv] (швед. T. Sventon praktiserande privatdetektiv)
- 1990 – Адвент-календар Курта Ульссона[sv] (швед. Kurt Olssons julkalender)
- 1991 – Різдво Суне[sv] (швед. Sunes jul)
- 1992 –  Адвент-календар Классе [sv] (швед. Klasses julkalender)
- 1993 – Машина Діда Мороза[sv] (швед. Tomtemaskinen)
- 1994 –  Тримайте голову в холоді [sv] (швед. Håll huvudet kallt)
- 1995 –  Різдво в Капернаумі [sv] (швед. Jul i Kapernaum)
- 1996 –  Таємниця замку Гревехольм [sv] (швед. Mysteriet på Greveholm)
- 1997 –  Пеле Безхвостий[sv] (швед. Pelle Svanslös)
- 1998 – Коли каруселі сплять [sv] (швед. När karusellerna sover)
- 1999 –  Герої Різдва [sv] (швед. Julens hjältar)
- 2000 –  Ронні та Юлія [sv] (швед. Ronny & Julia)
- 2001 –  Каспар в країні «Зараз-потім»[sv] (швед. Kaspar i Nudådalen)
- 2002 –  Дизельні щури та миші-моряки [sv] (швед. Dieselråttor och sjömansmöss)
- 2003 –  Гокан-бешкетник [sv] (швед. Håkan Bråkan)
- 2004 –  Посилка Альрама з найкращим [sv] (швед. Allrams höjdarpaket)
- 2005 – Сни у грудні [sv] (швед. En decemberdröm)
- 2006 – Детективна агенція Лассе і Майї[sv] (швед. Lasse-Majas detektivbyrå)
- 2007 –  Правильне Різдво [sv] (швед. En riktig jul)
- 2008 –  Борода в поштовій скриньці [sv] (швед. Skägget i brevlådan)
- 2009 –  Супергеройське Різдво [sv] (швед. Superhjältejul)
- 2010 –  Готель «Золотий гачок»[sv] (швед. Hotell Gyllene Knorren)
- 2011 –  Злодійське Різдво [sv] (швед. Tjuvarnas jul)
- 2012 – Таємниця замку Гревехольм – Повернення графа [sv] (швед. Mysteriet på Greveholm – Grevens återkomst)
- 2013 –  Діти Геденхес вигадують Різдво [sv] (швед. Barna Hedenhös uppfinner julen)
- 2014 –  Таємниця піратських скарбів [sv] (швед. Piratskattens hemlighet)
- 2015 –  Тисяча років до Святвечора [sv] (швед. Tusen år till julafton)
- 2016 – Казка Сельми[sv] (швед. Selmas saga)
- 2017 –  Полювання за кристалом часу [sv] (швед. Jakten på tidskristallen)
- 2018 –  Шторм на Тихій вулиці [sv] (швед. Storm på Lugna gatan)
- 2019 – Паніка в майстерні Діда Мороза (швед. Panik i tomteverkstan)
- 2020 – Mirakel (швед. Mirakel)
- 2021 – En hederlig jul med Knyckertz
- 2022 – Kronprinsen som försvann